# قائمة أكثر ألعاب إكس بوكس مبيعا

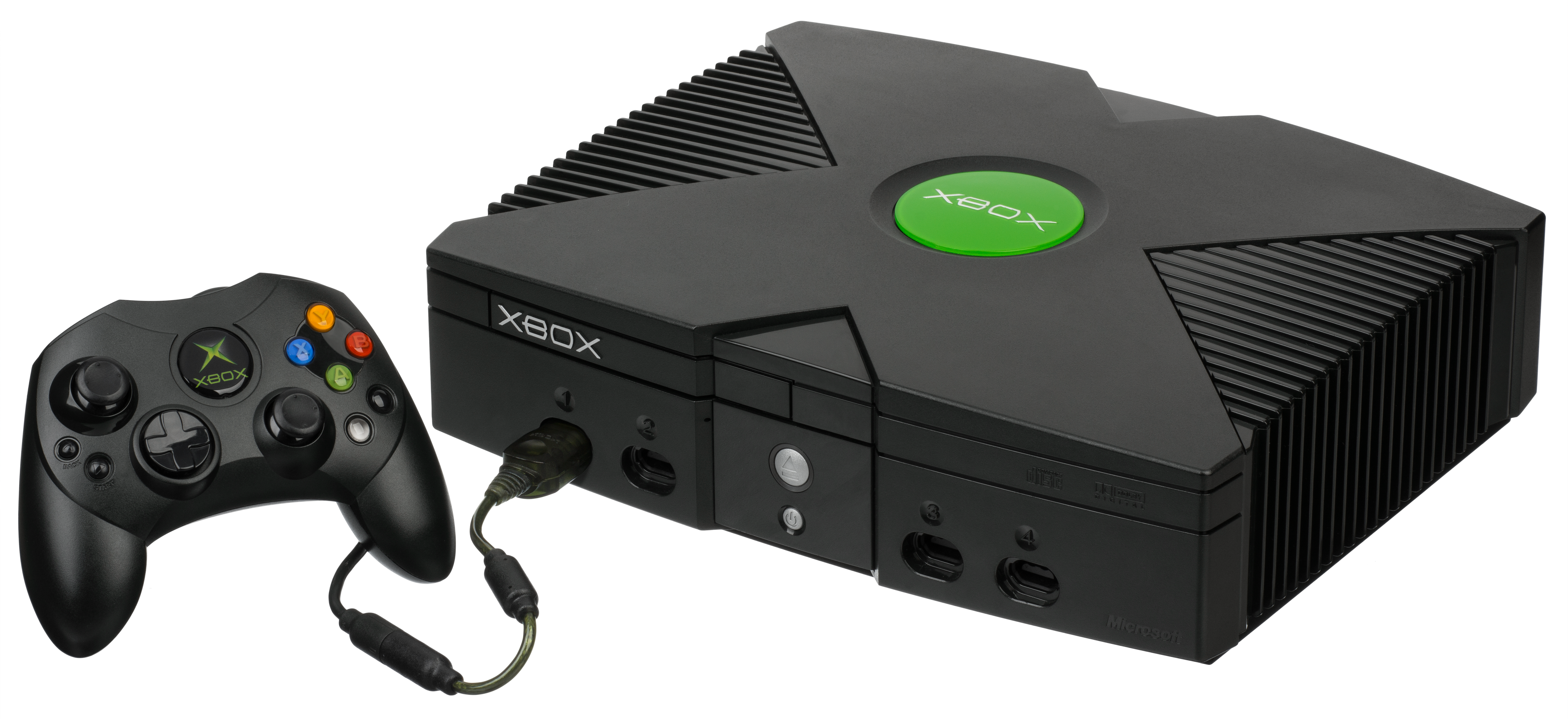
Xbox console with controller

إكس بوكس هي وحدة تحكم لعبة فيديو الأولى في سلسلة إكس بوكس من لوحات المفاتيح المصنعة من قبل مايكروسوفت. وكان أعلن عنه في 15 تشرين الثاني 2001، في أمريكا الشمالية، تليها أستراليا وأوروبا واليابان في عام 2002. وكانت غزوة الأولى مايكروسوفت في سوق الألعاب الفيديو. تنافس وحدة الجيل السادس مع سوني بلاي ستيشن2 وجيم كيوب.

## القائمة
| No. | اللعبة                                 | النسخ المباعة | تاريخ الإصدار   | النوع                                                      | المطور              | الناشر                           |
| --- | -------------------------------------- | ------------- | --------------- | ---------------------------------------------------------- | ------------------- | -------------------------------- |
| 1   | هيلو 2                                 | 8٫46 مليون    | نوفمبر 9, 2004  | تصويب منظور الشخص الأول                                    | بنجي                | إكس بوكس غيم ستوديوز             |
| 2   | هيلو: كومبات إفولفد                    | 5 مليون       | نوفمبر 15, 2001 | تصويب منظور الشخص الأول                                    | بنجي                | إكس بوكس غيم ستوديوز             |
| 3   | Sneak King                             | 3٫2 مليون     | نوفمبر 19, 2006 | لعبة تسلل,                                                 | Blitz Games Studios | King Games                       |
| 4   | فيبل (لعبة فيديو)                      | 3 مليون       | سبتمبر 14, 2004 | لعبة أكشن تقمص الأدوار                                     | ليونهيد استوديو     | إكس بوكس غيم ستوديوز             |
| 5   | جراند ثفت أوتو                         | 2٫49 مليون    | أكتوبر 21, 2003 | لعبة أكشن-مغامرات                                          | روكستار فيينا       | روكستار جيمز                     |
| 6   | توم كلانسي سبلينتر سيل (لعبة فيديو)    | 2٫4 مليون     | نوفمبر 17, 2002 | لعبة تسلل                                                  | يوبي سوفت مونتريال  | يوبي سوفت                        |
| 7   | حرب النجوم: فرسان الجمهورية القديمة    | 1٫58 مليون    | يوليو 15, 2003  | لعبة فيديو تقمص الأدوار                                    | بايوير              |                                  |
| 8   | كاونتر سترايك                          | 1٫5 مليون     | نوفمبر 18, 2003 | تصويب منظور الشخص الأول                                    | فالف                | سييرا إنترتينمنت                 |
| 8   | نينجا غايدن (لعبة فيديو 2004)          | 1٫5 مليون     | مارس 2, 2004    | لعبة أكشن-مغامرات تقطيع وذبح                               | تيم نينجا           | تيكمو                            |
| 10  | جراند ثفت أوتو: سان أندرياس            | 1٫46 مليون    | يونيو 7, 2005   | لعبة أكشن-مغامرات                                          | روكستار نورث        | روكستار جيمز                     |
| 11  | نيد فور سبيد: أندرجراوند 2             | 1٫44 مليون    | نوفمبر 15, 2004 | لعبة فيديو سباقات                                          | إي آيه بلاك بوكس    | إلكترونيك آرتس                   |
| 12  | Madden NFL 2005                        | 1٫42 مليون    | أغسطس 9, 2004   | لعبة فيديو رياضية                                          | إي أيه تيبرون       | إي أيه سبورتس                    |
| 13  | Madden NFL 06                          | 1٫41 مليون    | أغسطس 8, 2005   | لعبة فيديو رياضية                                          | إي أيه تيبرون       | إي أيه سبورتس                    |
| 14  | نداء الواجب 2: بيج ريد ون ‏             | 1٫39 مليون    | نوفمبر 1, 2005  | تصويب منظور الشخص الأول                                    | تريارك              | أكتيفجن                          |
| 15  | ESPN NFL 2K5                           | 1٫38 مليون    | يوليو 20, 2004  | لعبة فيديو رياضية                                          | فيجوال كونسبتس      | سيجا                             |
| 16  | ذا إيلدر سكرولز 3: موروويند            | 1٫36 مليون    | يونيو 6, 2002   | لعبة فيديو تقمص الأدوار                                    | بيثيسدا غيم ستوديوز | بيثيسدا سوفت ووركس               |
| 17  | ديد أور ألايف 3                        | 1٫3 مليون     | نوفمبر 15, 2001 | لعبة قتال                                                  | تيم نينجا           | WW تيكمو EU إكس بوكس غيم ستوديوز |
| 18  | ستار وارز: باتلفرونت (لعبة فيديو 2004) | 1٫22 مليون    | سبتمبر 21, 2004 | تصويب منظور الشخص الثالث تصويب منظور الشخص الأول           | بانديميك ستوديو     |                                  |
| 19  | Project Gotham Racing                  | 1٫2 مليون     | نوفمبر 15, 2001 | لعبة فيديو سباقات                                          |                     | إكس بوكس غيم ستوديوز             |
| 20  | ستار وارز: باتلفرونت 2                 | 1٫17 مليون    | أكتوبر 31, 2005 | لعبة أكشن تصويب منظور الشخص الثالث تصويب منظور الشخص الأول | بانديميك ستوديو     |                                  |
| 21  | Tom Clancy's Ghost Recon               | 1٫13 مليون    | نوفمبر 11, 2002 | تصويب تكتيكي                                               | ريد ستورم إنترتنمنت | يوبي سوفت                        |
| 22  | نيد فور سبيد: أندرجراوند               | 1٫1 مليون     | نوفمبر 17, 2003 | لعبة فيديو سباقات                                          | إي آيه بلاك بوكس    | إلكترونيك آرتس                   |